# Herb gminy Ochotnica Dolna
Herb gminy Ochotnica Dolna – jeden z symboli gminy Ochotnica Dolna, ustanowiony 15 czerwca 2004.

## Wygląd i symbolika
Herb przedstawia na tarczy  w polu czerwonym zielony gorczański smrek z zaćwieczonym w dolnej części pnia złotym krzyżem określanym jako jabłkowy. 
Herb bierze swój znak z topograficznej otuliny okolicy, a mianowicie ze świerkowych lasów gorczańskich (smreki), z tego środowiska, które towarzyszyło tutejszemu osadnictwu od początku, a które także dzisiaj tworzy charakterystyczną wartość Gminy. Na to nakłada się krzyż, który stylistycznie nawiązuje do roli i wezwania kościoła sięgając swymi korzeniami XVII wieku. Ponadto nawiązuje do stylu najważniejszego w Gminie zabytku architektury kościoła, zwłaszcza barokowego wyposażenia oraz do kształtu powszechnej tu pasyjki, krzyża znajdującego się do dziś w każdym góralskim domu i tym samym będący znakiem zrozumiałym dla każdego mieszkańca Gminy. Krzyż ten, który dawniej i dzisiaj w różny sposób kształtuje obyczaj ludowy i pełni w nim funkcje nie tylko religijne, będzie dobrze pełnił funkcje znaku jednoczącego i identyfikującego wespół z gorczańskim świerkiem miejscowe społeczeństwo.